# Skepptuna socken
Skepptuna socken i Uppland ingick i Seminghundra härad och är sedan 1971 en del av Sigtuna kommun, från 2016 inom Skepptuna distrikt.
Socknens areal är 38,89 kvadratkilometer, varav 38,87 land. År 1952 fanns här 497 invånare. Sockenkyrkan Skepptuna kyrka ligger i socknen. 

## Administrativ historik
Skepptuna socken har medeltida ursprung.
Vid kommunreformen 1862 övergick socknens ansvar för de kyrkliga frågorna till Skepptuna församling och för de borgerliga frågorna till Skepptuna landskommun. Landskommunen utökades 1952 och uppgick 1967 i Märsta landskommun som 1971 uppgick i Sigtuna kommun. 1998 gick Lunda församling och Vidbo församling upp i Skepptuna församling.
1 januari 2016 inrättades distriktet Skepptuna, med samma omfattning som Skepptuna församling hade 1999/2000 och fick 1998, och vari detta sockenområde ingår.
Socknen har tillhört län, fögderier, tingslag och domsagor enligt vad som beskrivs i artikeln Seminghundra härad. De indelta soldaterna tillhörde Upplands regemente, Hundra Härads kompani samt Livregementets dragonkår, Livskvadronenen, livkompaniet.

## Geografi
Skepptuna socken ligger nordost om Arlanda kring Laggaån och Närtunaån. Socknen är en öppen slättbygd med smärre skogklädda höjder.

## Fornlämningar
Från bronsåldern finns spridda gravrösen. Från järnåldern finns 105 gravfält några med stensättningar. Det har funnits  20 runstenar, varav 11 är kvar. Av dessa finns sju i fast häll, däribland tre vid Hargs bro. Sälnastenen har en versifierad inskrift.

## Namnet
Namnet skrevs 1287 Skieptunum och kommer från kyrkbyn. Efterleden är tuna, 'inhägnad'. Förleden innehåller troligen skapt, 'stång, spjutspets, skaft' och kan tolkas som en terrängformation eller som en inbyggarbeteckning, 'de som bor på den skaftliknande terrängformationen' .

## Vasaättens urhem?

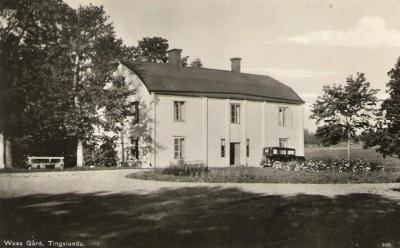
Vasa gård i Skepptuna, Sigtuna kommun. Stamgård för Vasaätten.

Gården Vasa i Skepptuna kan vara en av de tidigaste stamgårdarna för Vasaätten.
Vasa ägdes redan på 1300-talet av Nils Kettilsson (Vasa) och ärvdes i början av 1400-talet av hans son riksdrotsen Kristiern Nilsson (Vasa) och efter hans död 1442 sannolikt av sonen Karl Kristiernsson (Vasa) samt innehades av dennes son, biskop Kettil Karlsson (Vasa), som för 620 mark sålde godset 1461 till brodern Erik Karlsson (Vasa). I ett bevarat brev från Kettil Karlsson (Vasa) till brodern Erik adresserar biskopen brevet till hans bror Erik Karlsson på fädernegodset i Skefftuna.
Det har även framförts att Vasaätten rentav tog sitt namn efter gården Vasa  något som delvis har fått stöd genom att senare studier av ättens tidigare vapensköld innan Gustav Vasa ändrade den, ingett tvivel på att den ursprungligen skulle ha föreställt en stormvase.